# Paraboea burttii
Paraboea burttii är en tvåhjärtbladig växtart som beskrevs av Z.R. Xu. Paraboea burttii ingår i släktet Paraboea och familjen Gesneriaceae. Inga underarter finns listade i Catalogue of Life.